# Michaił Zoszczenko
Michaił Zoszczenko (ros. Михаил Михайлович Зощенко; ur. 28 lipca?/9 sierpnia 1894 w Petersburgu lub Połtawie, zm. 22 lipca 1958 w Siestroriecku) – radziecki pisarz. Autor opowiadań satyrycznych, humoresek, felietonów, komedii obyczajowych o drobnomieszczaństwie i filisterstwie lat porewolucyjnych; stosował technikę narracyjną tzw. skaz.

## Życiorys

### Dzieciństwo i nauka
Urodził się w Petersburgu lub w Połtawie. Sam pisarz nie był pewien miejsca narodzin – w wywiadzie z 1927 roku przyznał się, że istnieją dwa słabo napisane dokumenty, w których jeden stwierdza, że urodził się w Połtawie, a drugi, że w Petersburgu – trudno było stwierdzić, który dokument jest falsyfikatem (również w sprawie roku narodzin była rozbieżność: 1894, 1895 lub 1896); w wywiadzie z 1953 roku jednoznacznie stwierdza, że urodził się w 1895 roku w Połtawie.
Większość swojego życia spędził w Petersburgu (później przemianowane na Piotrogród i Leningrad).
Jego ojciec – Michaił Iwanowicz Zoszczenko (1857–1907) był ukraińskim artystą (jego dzieła znajdują się m.in. w Muzeum Suworowa i w Galerii Trietiakowskiej), wywodził się ze szlachty połtawskiej; jego matka – Elena Osipowna Zoszczenko (nazwisko panieńskie Surina; 1875–1920) była rosyjską szlachcianką, w czasach panieństwa aktorką, wydawała opowiadania w czasopiśmie Kopiejka.

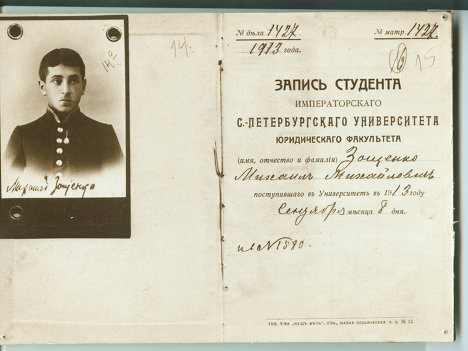
Karta studenta Michaiła Zoszczenki na Petersburskim Uniwersytecie Państwowym

W 1913 roku ukończył VIII Gimnazjum w Petersburgu. Przez rok studiował na wydziale prawa Petersburskiego Uniwersytetu Państwowego, ale został wydalony za brak opłat. W okresie wakacji pracował jako kontroler kolejowy na Kaukazie.

### I wojna światowa i wojna domowa
29 września 1914 roku dobrowolnie wstąpił do Pawłowskiej Szkoły Wojskowej w stopniu junkra.

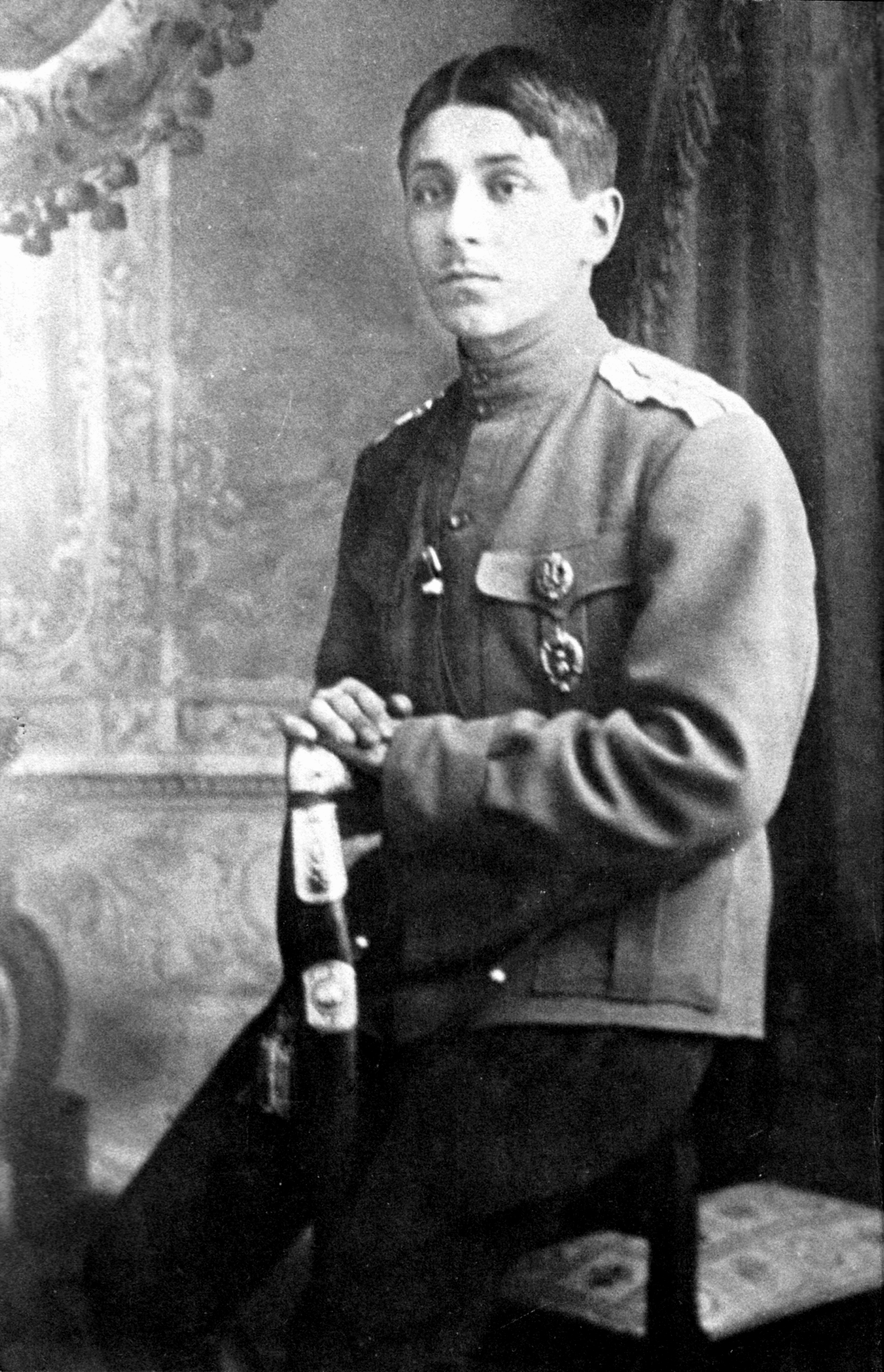
Zoszczenko w mundurze chorążego

5 stycznia 1915 roku został awansowany na stopień junkra-podoficera. 1 lutego 1915 roku ukończył czteromiesięczny przyspieszony kurs wojenny, po którym został mianowany na chorążego z myślą o przydzieleniu do Armeńskiej Piechoty. 5 lutego został odesłany do dyspozycji sztabu Kijewskiego Okręgu Wojennego, a stamtąd oddelegowany do Wiatki (obecnie Kirow) i Kazania, do 106. Zapasowego Batalionu Piechoty jako dowódca 6. roty. Od 12 marca 1915 roku do grudnia tego roku został oddelegowany do Megrelskiego 16. Grenadierskiego Pułku Jego Imperatorskiej Wysokości Wielkiego Księcia Dmitrija Konstantynowicza Kaukaskiej Grenadierskiej Dywizji na stanowisko młodszego oficera oddziału karabinów maszynowych. Na początku listopada, w czasie ataku na niemiecką transzeję, otrzymał niewielką ranę w nogę od odłamków. 22 grudnia został mianowany na podporucznika na stanowisko naczelnika oddziału karabinów maszynowych.
9 lipca 1916 roku został mianowany na porucznika. W nocy z 19 na 20 lipca, w rejonie miasteczka Smorgonie, w wyniku niemieckiego ataku gazowego Zoszczenko został ranny i odesłany do szpitala (w późniejszych czasach zmagał z powikłaniami po tym ataku). W październiku tego roku został zwolniony i otrzymał tytuł inwalidy I stopnia w stopniu rezerwowym, co nie zmieniło faktu, że opuścił siły rezerwowe i 9 października powrócił do pułku. 10 listopada został mianowany sztabskapitanem i naczelnikiem roty, a następnego dnia tymczasowym naczelnikiem batalionu. 17 listopada został oddelegowany na stację Wilejka w celu prowadzenia kursów w tymczasowej szkole chorążych.
W styczniu 1917 roku został mianowany na stopień kapitana. 9 lutego pogłębia się choroba Zoszczenki (wada serca – efekt ataku gazem niemieckich wojsk) i po hospitalizacji zostaje odesłany do rezerw. Latem Zoszczenko został mianowany naczelnikiem poczty i telegrafów i komendantem urzędów pocztowych Piotrogrodu. Szybko oddał stanowiska i wyjechał do Archangielska, gdzie pełnił stanowisko adiutanta archangielskiego pułku.
Zrezygnował z propozycji emigracji do Francji. Już za władzy sowieckiej, jako rezerwista, pracował jako sekretarz sądu, nauczyciel chowu królików i kur w guberni smoleńskiej.
Na początku 1919 roku, pomimo stanu zdrowia, dobrowolnie wstąpił do Armii Czerwonej – służył jako adiutant. Zimą brał udział w bitwach pod Narwą i Jamburgiem (obecnie Kirgisepp) w oddziale Stanisława Bułaka-Bałachowicza. W kwietniu został odesłany ze służby i oddelegowany z wojska po ataku serca i hospitalizacji. Został telefonistą w przygranicznej straży.
W czasie I wojny światowej i wojny domowej został pięciokrotnie uhonorowany orderami:
- 17 listopada 1915 roku Cesarskim i Królewskim Orderem Świętego Stanisława III stopnia z mieczem i kokardą za wybitne działania przeciw wrogowi;
- 11 lutego 1916 roku Orderem Świętej Anny IV stopnia za odwagę;
- 13 września 1916 roku Cesarskim i Królewskim Orderem Świętego Stanisława II stopnia z mieczem;
- w styczniu 1917 roku Orderem Świętego Równego Apostołom Księcia Włodzimierza IV stopnia;
- nienazwanym orderem za zasługi w czasie wojny domowej, który został udokumentowany w rozkazie, ale nigdy nie trafił do rąk Zoszczenki (sam autor chwalił się posiadaniem 5 orderów).

### Praca literacka
Ostatecznie porzucił służbę wojskową i w latach 1920–1922 parał się wieloma profesjami – był m.in. agentem policji sądowej, referentem Piotrogrodzkiego Portu Wojennego, stolarzem, szewcem, traperem. W tym samym okresie był częstym gościem studia literackiego wydawnictwa Vsemirnaya Literatura, której przewodził Korniej Czukowski.

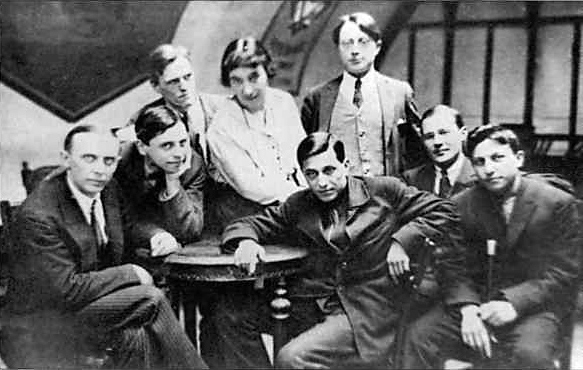
Bracia Serafiońscy, w centrum siedzi Zoszczenko

Jako pisarz debiutował w 1922 roku opowiadaniami. Należał do grupy Bracia Serafiońscy, którą w 1921 roku założył Jewgienij Zamiatin. Mottem grupy było stronienie od demagogii i próżnej deklaratywności, niezależności sztuki i twórców od polityki (apolityczność). Według krytyków Zoszczenko był najważniejszym i najaktywniejszym członkiem grupy.
W swoich krótkich, satyrycznych utworach, zaliczanych do okresu NEP-u (1921–1929), opisywał rzeczywistość porewolucyjnej Rosji z pozycji prostego, naiwnego bohatera-obywatela z ubogim kręgosłupem moralnym i prymitywnym spojrzeniem na otaczający świat, dziwiącego się wszystkiemu. Opowiadania Zoszczenki (mimo że zwykle tworzone jako satyra) cechuje dbałość o kompozycję i opis postaci. W swoich opowiadaniach używał wszelakie formy skazu i oryginalnego języka – nieprzetłumaczalnej na obce języki mieszanki gwary prostych ludzi i napuszonego, komicznego, urzędniczego stylu nowych radzieckich urzędników, pochodzących ze społecznych nizin.
W latach 30. XX wieku zajmował się już większymi formami literackimi, jak nowela i opowieść. W tym okresie powstały m.in. Niebieska księga (Голубая книга), Przywrócona młodość (Возвращённая молодость) i inne. Rozpoczął pracę nad autobiograficzną powieścią Przed wschodem słońca (Перед восходом солнца).
Opowiadania z lat 20. 30. cieszyły się wielką sławą, a sam autor często podróżował z występami po młodym Związku.
1 lutego 1939 roku otrzymał Order Czerwonego Sztandaru Pracy na podstawie ukazu Prezydium Rady Najwyższej ZSRR „O nagrodzeniu sowieckich pisarzy”.

### II wojna światowa
Od razu po ataku Niemiec na ZSRR Zoszczenko chciał zaciągnąć się do wojska i pójść na front jako doświadczony żołnierz, ale odmówiono mu jako niezdolnemu do służby wojskowej (choroba serca). Został przydzielony do obrony przeciwpożarowej – wraz z synem gasił pożary po bombardowaniach.
Pisał antyfaszystowskie felietony dla gazet i radia. Napisał scenariusz do sztuki o wzięciu Berlina przez sowieckie wojska – Pod lipami Berlina (Под липами Берлина) dla Leningradzkiego Teatru Komedii im. N.P. Akimowa. Sztuka była wystawiana na deskach teatru nawet wtedy, gdy Leningrad był blokowany przez nazistów.
W sierpniu 1941 roku Zoszczenko był ewakuowany najpierw do Moskwy, a potem do Ałma-Aty. Z racji limitu na bagaż wynoszący 12 kilogramów, zabrał ze sobą rękopis powieści Przed wschodem słońca w postaci 20 zeszytów ważących 8 kilogramów i pozostałe niezbędne rzeczy. W Ałma-Acie kontynuował tworzenie książki, pracował w dziale scenariuszy Mosfilmu, pisał serię opowiadań wojennych, antyfaszystowskie felietony, scenariusze do filmów Żołnierskie szczęście (Солдатское счастье) i Opadłe liście (Опавшие листья).
W kwietniu 1943 roku przyjechał do Moskwy, został członkiem kolegium redakcyjnego czasopisma „Krokodił”. Od sierpnia 1943 roku w czasopiśmie „Oktiabr'” rozpoczęto publikowanie pierwszych rozdziałów Przed wschodem słońca, ale zakazano dalszej publikacji i rozpoczęła się nagonka na pisarza. W całości utwór został opublikowany w 1968 roku w Stanach Zjednoczonych, a w Rosji w 1987 roku w czasach pieriestrojki.
W latach 1944–1946 pracował dla teatrów. Dwie jego komedie zostały wystawione przez Leningradzki Teatr Dramatu, w tym Płócienny portfel (Парусиновый портфель), która była wystawiana 200 razy w ciągu roku.

### Ostatnie lata życia
W kwietniu 1946 roku otrzymał Medal za Ofiarną Pracę w Wielkiej Wojnie Ojczyźnianej 1941–1945 dla pracowników związanych z nauką, techniką, sztuką i literaturą. Jednakże od tego momentu rozpoczyna się nagonka na Zoszczenkę – krytyka uznała, że pisarz nie zasłużył na medal, gdyż czynnego udziału w wojnie nie brał. Również kolejne utwory, pisane w duchu Braci Serafiońskich, były mocno krytykowane (w szczególności opowiadanie Przygody małpy (Приключения обезьяны)), a czasopisma, w których publikował Zoszczenko – „Zwiezda” i „Leningrad” – zostały na mocy postanowienia Żdanowa mocno skrytykowane przez władzę radziecką i innych wydawców (czasopismo „Leningrad” zostało na zawsze zawieszone). Na mocy tego samego postanowienia Zoszczenko (oraz inna pisarka – Anna Achmatowa) został wykluczony ze Związku Pisarzy ZSRR – z tego powodu popadł w biedę, gdyż pieniądze ze związku były jego jedynym źródłem utrzymania. Pisarz popadł w zapomnienie – przestano drukować jego utwory, w prasie nie ukazywały się już wzmianki o nim, nie podawano jego imienia i nazwiska przy utworach tłumaczonych przez niego, większość pisarzy zerwała z nim znajomość.
W latach 1946–1953 Zoszczenko musiał parać się wieloma niskopłatnymi pracami – tłumaczył teksty (m.in. A. Timonena, M. Tsagarayeva, A. Untoli, M. Lassila), dorabiał w zakładach szewskich.
Po śmierci Stalina w 1953 roku, Konstantin Simonow i Aleksandr Twardowski starali się przyjąć Zoszczenkę do Związku Pisarzy na nowo. Simonow argumentował, by pisarza przyjąć jako nowego członka (tym razem jako tłumacza, nie przywróconego pisarza) na podstawie jego przetłumaczonych utworów po 1946 roku; utwory sprzed tego roku uznał za „literacki chłam”, zakazany przez partię, których nie powinno się brać pod uwagę przy przyjmowaniu Zoszczenki do związku. Prośbę rozpatrzono pozytywnie i w czerwcu 1953 roku pisarz został na nowo przyjęty do Związku Pisarzy.
W maju 1954 roku Zoszczenko i Achmatowa zostali zaproszeni do Domu Pisarza na wykłady dla wizytujących tam studentów z Anglii. Podczas jednego z nich jeden ze studentów zadał im pytanie na temat ich podejścia do postanowienia z 1946 roku. Zoszczenko wyraził się negatywnie na temat postanowienia, wyliczając swoje zasługi dla państwa i literatury, m.in. jest rosyjskim oficerem z wieloma odznaczeniami, natomiast satyra jego utworów była skierowana przeciwko przedrewolucyjnemu mieszczaństwu, a nie przeciw władzy radzieckiej. Jego wykład zakończył się gromkimi oklaskami ze strony studentów. Achmatowa wypowiedziała się tylko jednym zdaniem, w którym uznała słuszność postanowienia. Jej syn Lew Gumilow znajdował się wtedy w łagrze, krytyka władzy mogłaby mu zagrozić. Po tym wystąpieniu w prasie pojawiło się wiele krytycznych artykułów na temat pisarza. Miesiąc po wystąpieniu zebrała się specjalna komisja literacka, na której zachęcano Zoszczenkę do wycofania swoich zarzutów względem postanowienia z 1946 roku. Krytyka ustała, gdy w prasie angielskiej pojawiły się artykuły na temat możliwości swobodnej wypowiedzi i dyskusji w ZSRR.

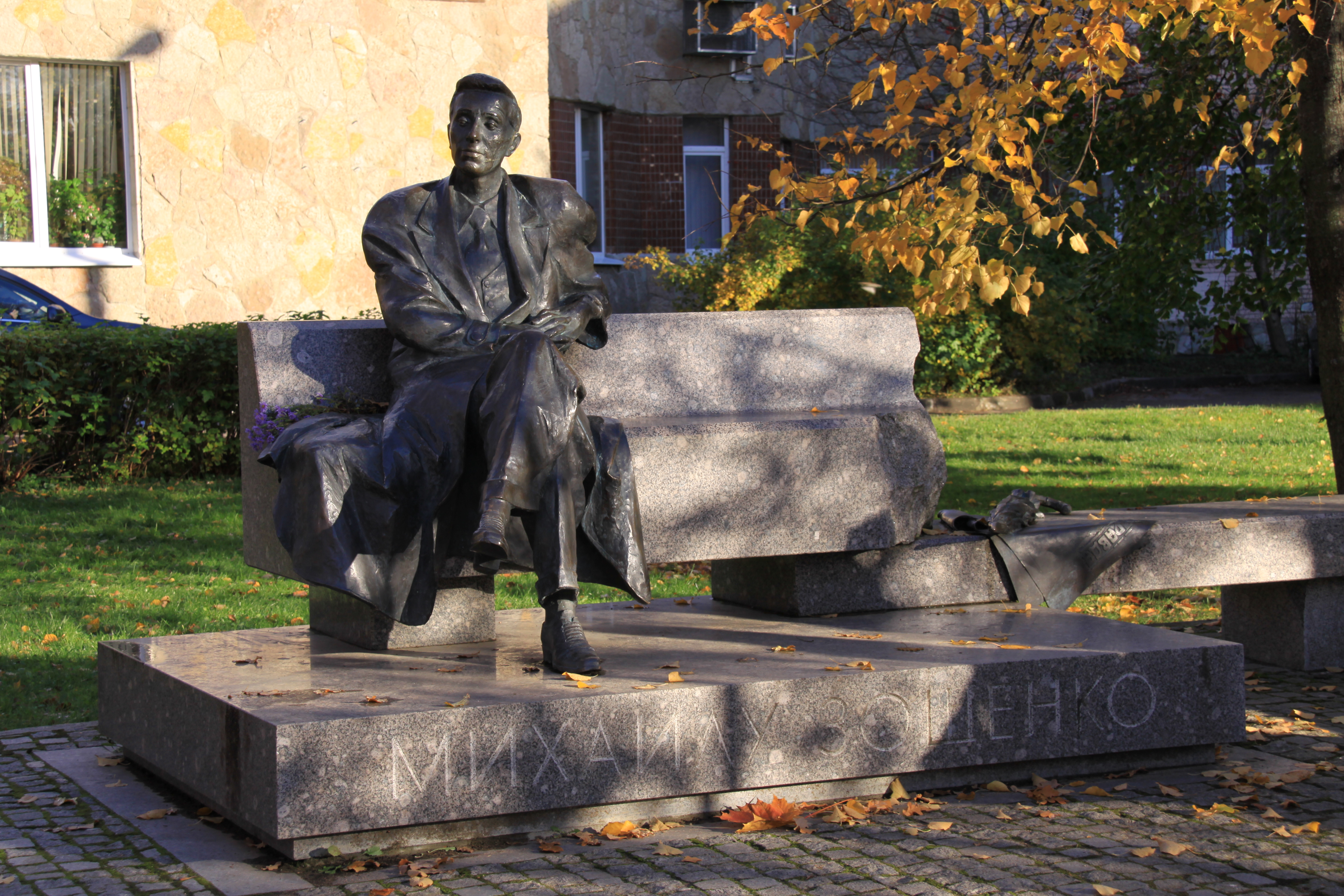
Pomnik Zoszczenki przed Centralną Rejonową Biblioteką im. M.M. Zoszczenki w Siestroriecku

Zdrowie Zoszczenki po fali krytyki mocno podupadło, pogłębia się depresja pisarza. W 1955 roku odmówiono pisarzowi emerytury, gdy ukończył odpowiedni wiek, przyznano mu ją dopiero w 1958 roku, kilka miesięcy przed śmiercią. Ostatnie miesiące życia spędził w domku letniskowym w kurorcie Siestrorieck (obecnie wchodzącym w skład Dzielnicy Uzdrowiskowej Petersburga).
Stan jego zdrowia drastycznie pogorszył się wiosną 1958 roku. 22 lipca 1958 roku o godzinie 0:45 zmarł z powodu ostrej niewydolności serca. Rodzinie odmówiono pochowania ciała Zoszczenki na Cmentarzu Wołkowskim w Leningradzie (obecnie Petersburg), dlatego został pochowany w Siestroriecku.
W 1988 roku otwarto Muzeum Zoszczenki w Petersburgu, znajdujące się w ostatnim mieszkaniu, w którym mieszkał w latach 1954–1958. Co roku w sierpniu w Centralnej Rejonowej Bibliotece im. M.M. Zoszczenki w Siestroriecku obok jego pomnika organizowane jest święto poświęcone jego twórczości.

## Wybrana twórczość
| - Agitator (ros. Агитатор) - Aktor (ros. Актёр) - Amator (ros. Любитель) - Amerykanie - Amerykańska reklama (ros. Американская реклама) - Apollon i Tamara (ros. Аполлон и Тамара) - Arystokratka (ros. Аристократка) - Bajki dla dzieci (ros. Рассказы для детей) - Bądź człowiekiem, towarzyszu! - Biurokratyzm - Bladolicy bracia moi (ros. Бледнолицые братья) - Bogate życie (ros. Богатая жизнь) - Butelka (ros. Бутылка) - Camera obscura - Carskie buty (ros. Царские сапоги) - Chiromancja (ros. Хиромантия) - Ciekawa kradzież w kooperatywie (ros. Интересная кража в кооперативе) - Ciotka Sergjusza Piotrowicza umarła - Djablik - Dramat kinowy (ros. Кинодрама) - Drobne zdarzenie z życia osobistego - Dwaj palacze - Dzieciństwo sielskie, anielskie - Dziurka - Elektromonter - Fatalna noc - Gorąca dyskusja - Goście (ros. Гости) - Groźna sztuka - Hamulec Westinghausa - Hela i Mińka - Hipnoza (ros. Гипноз) - Historia z przebieraniem się - Historia z zębami - Historja z wielkiego świata (ros. Великосветская история) - Historyczne opowiadanie - I komu potrzebni krewniacy (ros. Не надо иметь родственников) - I to się zdarza - Jak Anisja aeroplanem latała - Jakie uprawiałem zawody - Kalosz - Karaluchy - Katorga - Kobiece strapienie - Kobiece sztuczki - Kontroler (ros. Контролёр) - Koza - Krętacze - Kryzys (ros. Кризис) - Krzywda kowala - Kwiecie bzu - Lekarz - Lemoniada (ros. Лимонад) - Literat - Ludzie - Łaźnia (ros. Баня) - Mały wypadek - Małżeństwo z wyrachowania - Mądrość - Miłość (ros. Любовь) - Miłość i ożenek - Mimochodem - Mokra sprawa - Na posterunku - Na przynętę - Niebieska księga - Niema róży bez kolców - Nieomylny znak - Nieszczęśliwy wypadek | - O człowieku zamożnym - O czym śpiewał słowik - O etyce - O rosyjskim pisarzu, cudzoziemskiej książce i wesołem zdarzeniu - O studencie i nurku - Oblał - Operacja (ros. Операция) - Opowiadania Nazara Iljicza pana Siniebrjuchowa (ros. Рассказы Назара Ильича господина Синебрюхова) - Opowiadania o Leninie (ros. Рассказы о Ленине) - Opowiadanie diakona Wasyla - Opowiadanie o starym durniu - Ostatnia posługa - Pajęczyna (ros. Паутина) - Parostatek - Pelagia - Pierwszorzędny gatunek - Pilna sprawa - Pochwała motoryzacji - Początek miłosnej mitręgi - Poeta i koń - Pomyłka - Pożyteczna przestrzeń - Półbuciki - Prawnik z prowincji - Prowincjonalny obrazek - Przeklęte miejsce - Przewrotność i miłość - Przygoda weselna - Przygody Sergjusza Piotrowicza w poszukiwaniu pieniędzy - Przykra historja - Rewers - Ręka bliźniego - Rozczarowanie - Rozkosze kultury - Schwytanie złodzieja w wielce oryginalny sposób - Sentymentalna opowieść - Sergjusz Piotrowicz widział radosny sen - Skomplikowany mechanizm - Skuteczny środek - Socjalna troska - Solenizantka - Spowiedź (ros. Исповедь) - Spóźnione ogłoszenie - Szczwany lis - Szkodliwość wykształcenia - Szykowna koszulka - Teatr - Telefon - Telegram z Paryża - Trzy dokumenty: Podanie, List do Matki, List do ukochanej - Twarda waluta - Uczciwy obywatel (ros. Честный гражданин) - W pociągu - W szpitalu - W tramwaju (ros. В трамвае) - Wesołe opowiadania - Wiktorja Kazimierzówna - Wydarzenie w szpitalu - Wyjazd do miasta Topce - Zabawa - Zabawka - Zabawne zdarzenie - Zabawne zdarzenie z kasjerką - Zagłada murarzy - Zajście uliczne - Zegarek (ros. Часы) - Złodzieje - Żebrak |  |

## Polskie przekłady
- Carskie buty – w Polsce wydana w 1928 przez Wydawnictwo Rój, Warszawa; polskie tłumaczenie Halina Pilichowska
- Jak Anisja aeroplanem latała – w Polsce wydana w 1931 przez Wydawnictwo Rój, Warszawa; polskie tłumaczenie Halina Pilichowska
- Rozkosze kultury – w Polsce wydana w 1958 przez Wydawnictwo Iskry, Warszawa; polskie tłumaczenie Halina Pilichowska i inni
- Opowiadania o Leninie – w Polsce wydana w 1970 przez Wydawnictwo Nasza Księgarnia, Warszawa; polskie tłumaczenie A. Galis
- Niebieska księga – w Polsce wydana w 1972 w Warszawie; polskie tłumaczenie J. Pański
- Punkt widzenia – opowiadania i opowieści – w Polsce wydana w 1985 przez Wydawnictwo Czytelnik, Warszawa; polskie tłumaczenie E. Siemaszkiewicz i inni
- Wesołe życie – w Polsce wydana w 1992 przez Wydawnictwo Łuk, Białystok; polskie tłumaczenie K. Tur
- Bądź człowiekiem, towarzyszu! – Opowiadania śmieszne i szydercze – w Polsce wydana w 1993 przez Wydawnictwo Marabut
- Pan wydawca – w Polsce wydana w 1993 przez Wydawnictwo Alkazar, Warszawa; polskie tłumaczenie Halina Pilichowska
- Opowieści sentymentalne – w Polsce wydana w 1995 przez Wydawnictwo Dolnośląskie, Wrocław; polskie tłumaczenie M. Bartosik